# إدوارد فيليبس أوبنهايم
إدوارد فيليبس أوبنهايم (بالإنجليزية: Edward Phillips Oppenheim)‏ (22 أكتوبر 1866 في لندن - 3 فبراير 1946 في سان بيتر بورت) كاتب، وروائي من المملكة المتحدة. كانت سيرته المهنية ناجحة ككاتب خيال شعبي والقصص المثيرة.

## أوائل حياته
ولد إدوارد فيليبس أوبنهايم يوم 22 أكتوبر عام 1866 في ليستر وهو ابن هينرييتا سوزانه تيمبرلي بود وإدوارد جون أوبنهايم الذي كان تاجر جلود. اشتغل في عمل والده لحوالي العشرين عاماً. وحضر مدرسة ويغيستون النحوية للصبية.

## سيرته
مكّن النجاح الأدبي الذي حققه أوبنهايم من شراء فيلا في فرنسا ويخت ومنزل على جزيرة غيرنزي ولكنه لم يستطيع الوصول إليها إبَّان الحرب العالمية الثانية. وبعدها استعاد منزله الواقع بسان بيتر بورت، وتوفي هناك بتاريخ 3 فبراير عام 1946.

## الحياة الشخصية
تزوج أوبنهايم من إليز كلارا هوبكنز. وعاش الاثنان في بلدة إفينغتون بمقاطعة ليسترشير حتى اندلاع الحرب العالمية الأولى. وانجبا من الأطفال بنت واحدة. عمل أوبنهايم خلال الحرب لصالح وزارة المعلومات البريطانية.

## وصلات خارجية
- إدوارد فيليبس أوبنهايم على موقع IMDb (الإنجليزية)
- إدوارد فيليبس أوبنهايم على موقع الموسوعة البريطانية (الإنجليزية)
- إدوارد فيليبس أوبنهايم على موقع أول موفي (الإنجليزية)
- إدوارد فيليبس أوبنهايم على موقع قاعدة بيانات الفيلم (الإنجليزية)
- إدوارد فيليبس أوبنهايم على موقع كينوبويسك (الروسية)
- مؤلفات إدوارد فيليبس أوبنهايم في مشروع غوتنبرغ (بالإنجليزية)
- كتب إلكترونية من تأليف فيليبس أوبنهايم على مشروع غوتنبرغ أستراليا (بالإنجليزية)
- أعمال إدوارد فيليبس أوبنهايم في ليبري فوكس  (بالإنجليزية)
- 1927 أوبنهايم على غلاف مجلة التايم (بالإنجليزية)
- المكتبة الحرة (بالإنجليزية)
- أعمال الكاتب على المكتبة المفتوحة (بالإنجليزية)